# Tournoi de tennis de Strasbourg
 (janvier 2025).

Ancien logo.

Les Internationaux de Strasbourg (Bas-Rhin, France) sont un tournoi de tennis féminin du circuit professionnel WTA, faisant partie des tournois WTA 500 depuis l'édition 2024, et précédemment des tournois WTA 250. L'épreuve se tient chaque année depuis 1987 au mois de mai, une semaine avant les Internationaux de France de tennis (Roland-Garros). Le tournoi se déroulait traditionnellement au sein de la Ligue d'Alsace de Tennis, dans le quartier d'Hautepierre, mais depuis son déménagement en 2011, il est organisé sur les courts du Tennis Club de Strasbourg, situés au Wacken.

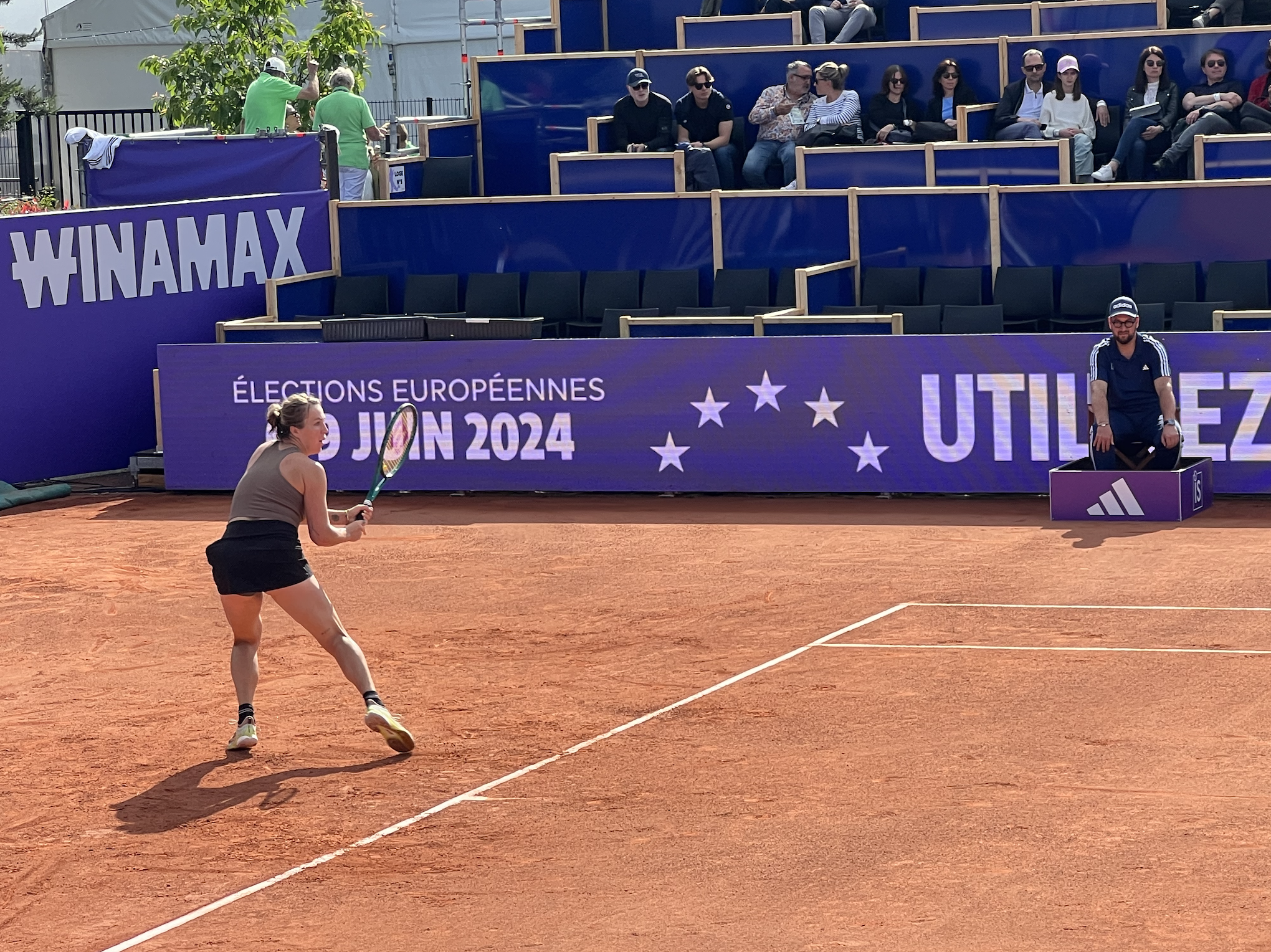
Anastasia Pavlyuchenkova, ici en 2024, ancienne vainqueur du tournoi (2018).

Quatre anciennes numéros un mondiales ont aussi inscrit leur nom au palmarès de la compétition : Lindsay Davenport (1995-1996), Steffi Graf (1997), Jennifer Capriati (1999) et Maria Sharapova (2010). Avec trois succès chacune, Silvia Farina (Italie) et Anabel Medina Garrigues (Espagne) détiennent le record de victoires du tournoi en simple, la seconde les ayant décrochés consécutivement (entre 2001 et 2003). Trois Françaises ont également remporté le tournoi, Aravane Rezaï en 2009 face à Lucie Hradecká (7/6 6/1), Alizé Cornet en 2013 face à Lucie Hradecká (7-6 ; 6-0) ainsi que Caroline Garcia en 2016 face à Mirjana Lučić (6-4 ; 6-1). En 2008, la ligue d'Alsace annonce qu'elle met un terme à l'organisation du tournoi, en raison d'une trop faible fréquentation, d'un déficit financier et d'une nouvelle demande de la WTA d'augmenter la dotation de 50 000 dollars (32 000 euros) dès l'édition 2009.
La Fédération française de tennis devient officiellement propriétaire des Internationaux de Strasbourg en 2008 et se charge de l'organisation de la 23e édition du tournoi. Ayant pour vocation l'organisation du tennis et des grands événements en France, elle ne souhaite cependant pas être productrice de tous les événements de l'hexagone. En 2009, après avoir aidé le tournoi à se maintenir à Strasbourg, la Fédération cède l'événement à un entrepreneur privé, proche de la famille du tennis.

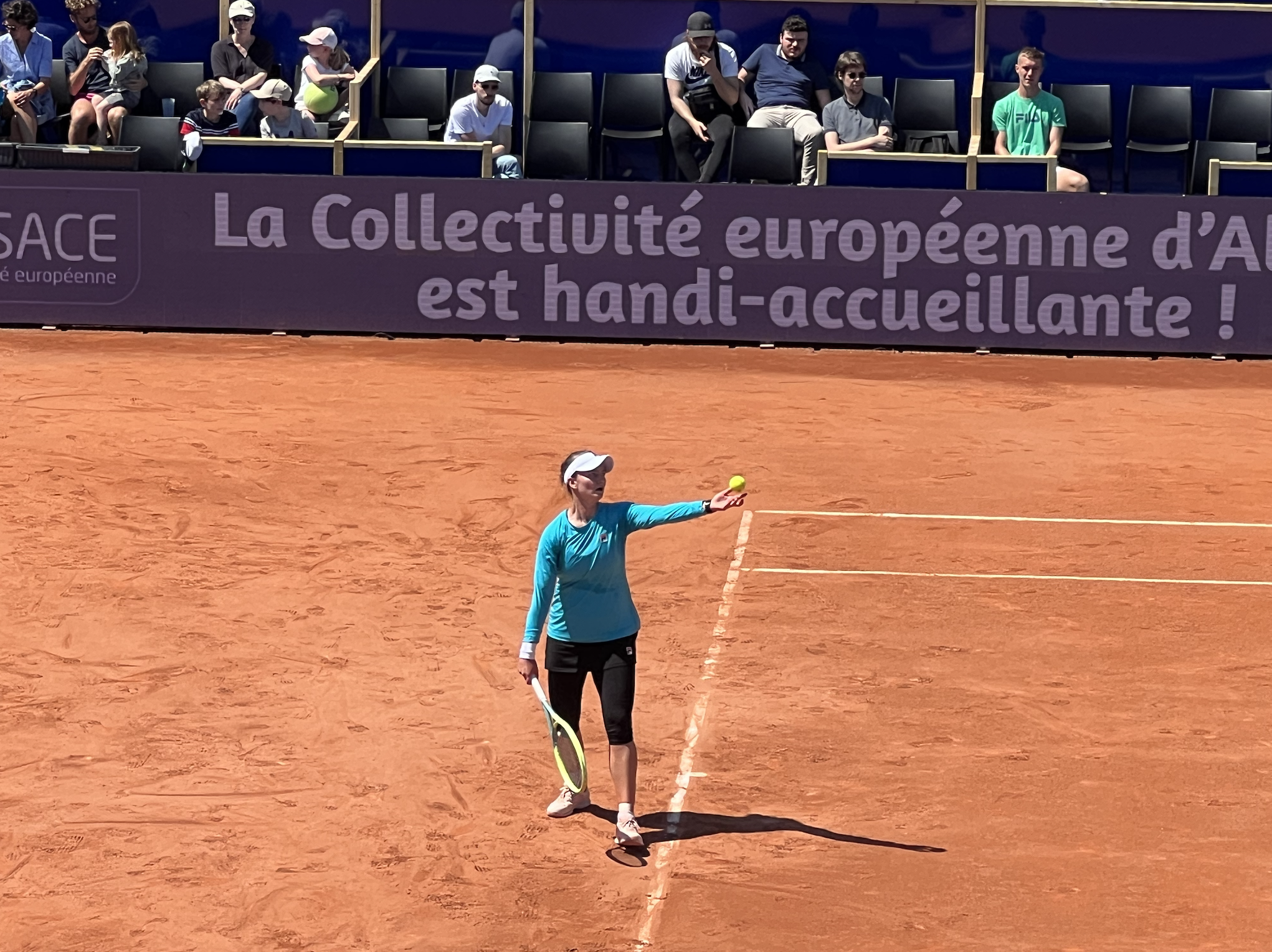
Barbora Krejcikova, au service en 2024 et lauréate en 2021.

Denis Naegelen, ancien joueur de tennis professionnel et alsacien, fervent défenseur du tennis français, souhaite que ce tournoi reste en France, plus particulièrement en Alsace. Plusieurs offres venants d'autres villes ont été formulées à la FFT, mais c’est l'offre de Quarterback, société fondée par Denis Naegelen, qui a été choisie pour pérenniser le tournoi dans sa ville d’origine, Strasbourg.
À partir de 2010, le tournoi se re-développe et se pérennise. Les Internationaux de Strasbourg deviennent un tournoi "engagé" et prennent un nouveau positionnement. La direction du tournoi prend l'engagement d'en faire un événement écoresponsable, et de poursuivre la défense de la place de la Femme dans la société et dans le sport, comme Billie Jean King (superstar et fondatrice de la WTA) l'a fait auparavant. Les Internationaux de Strasbourg deviennent le premier événement international de tennis purement féminin. Pour marquer l’occasion de la « renaissance » des Internationaux de Strasbourg, plusieurs actions sont mises en place.
Maria Sharapova, superstar du tennis féminin, ancienne numéro 1 qui a remporté plus de 36 titres, est invitée à la 24e édition des Internationaux de Strasbourg, en 2010. Elle remportera le tournoi, après une finale disputée face à l’allemande Kristina Barrois. (7-5; 6-1).

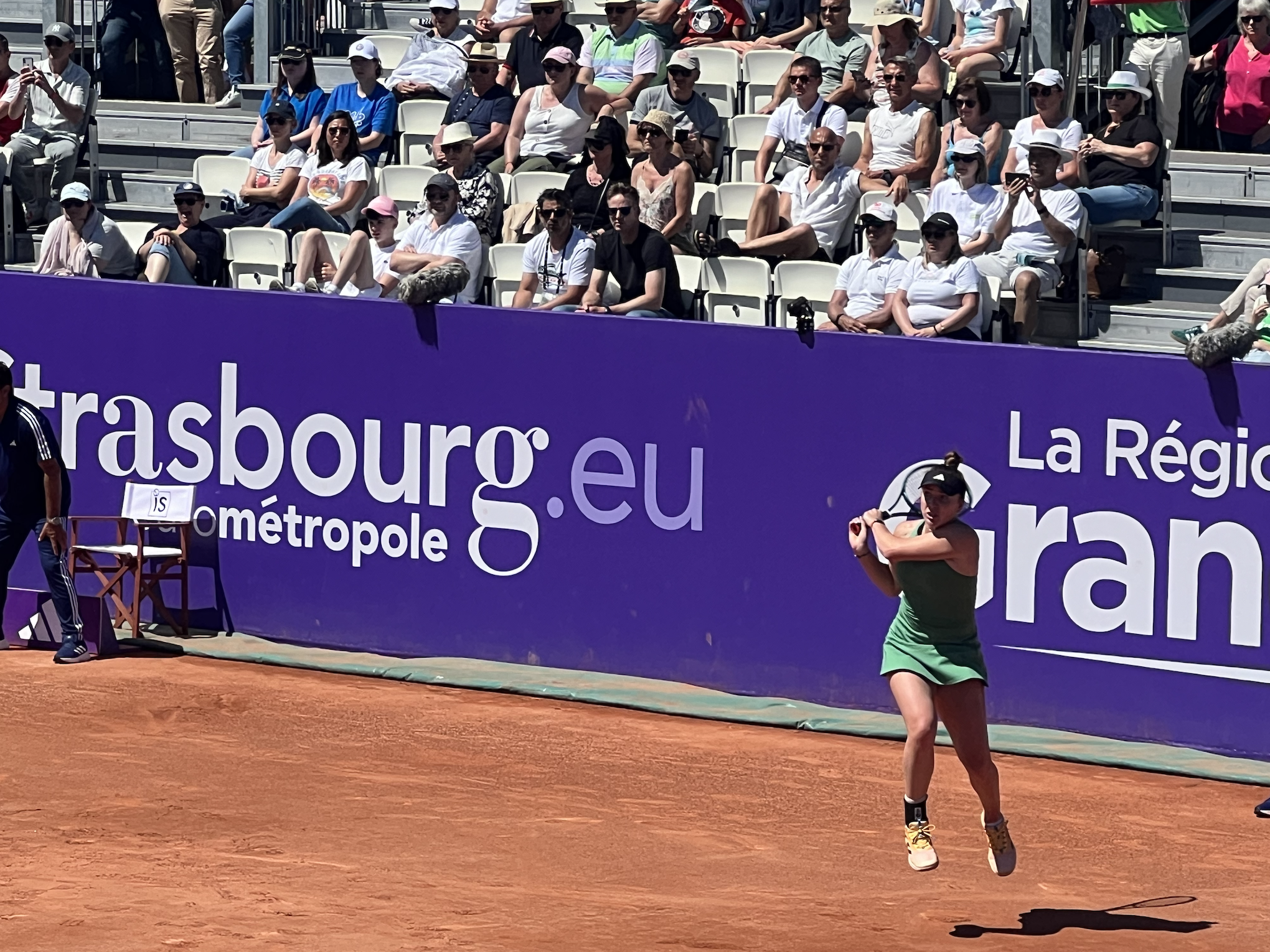
Elina Svitolina, championne en 2020 et 2023, est de retour en 2024.

Afin de moderniser les Internationaux de Strasbourg et de renforcer l’image internationale de l’événement, le tournoi déménage dès 2011 sur les courts du Tennis Club de Strasbourg, au pied du Parlement Européen.
Le développement de la partie hospitalités, véritable savoir-faire de Denis Naegelen, vise à faire des Internationaux de Strasbourg un tournoi attractif, afin de pouvoir attirer les meilleures joueuses mondiales et les meilleurs partenaires, dans le but de créer un cercle vertueux. Les IS deviennent alors le premier événement de relations publiques du Grand Est.
Dès 2010, tous les efforts sont faits pour réduire la trace carbone du tournoi, l’écoresponsabilité étant l’un de ses axes de développement majeur. Les Internationaux de Strasbourg, grâce à leur démarche écologique et durable, est devenu le premier événement écoresponsable de France. À tous les niveaux de l’organisation du tournoi, l’aspect environnemental est pris en compte et de nombreuses actions sont menées chaque année pour sensibiliser les visiteurs  à leur empreinte carbone : gestion et recyclage des déchets et des bio-déchets, remboursement des tickets de tramway aux visiteurs, partenariats avec la SNCF pour limiter l’émission de CO2, utilisation de véhicules hybrides et électriques, restauration à base de produits biologiques et locaux… De plus, la réalisation de bilans carbone ont permis de mesurer les progrès continus du tournoi en matière d'écoresponsabilité.
En février 2018, Denis Naegelen cède la société Quarterback au groupe Plume Finance, qui devient donc propriétaire de la date WTA, tout restant à la direction du tournoi.
Fin 2019, à la suite de divergences d'opinion stratégiques, Denis Naegelen marque sa volonté de racheter le tournoi qu'il venait de céder l'année précédente. Il s’entoure alors de 3 autres partenaires, alsaciens de cœur et passionnés de tennis, pour mener ce projet à bien : Jérôme Fechter (fondateur du magazine Tennisaddict et de Karanta), Pierre-Hugues Herbert (Tennisman professionnel) et Christophe Schalk (président de Est Communication SAS et exploitant de la radio TopMusic et de MediaRun SAS, régie publicitaire).
En 2020, La 34e édition des Internationaux de Strasbourg marque l'année de la première édition 100% alsacienne du tournoi. Malheureusement, la crise sanitaire du Covid-19 contraint les organisateurs d’événements sportifs du monde entier à repousser ou annuler les manifestations. À la suite de l’annonce du report de Roland-Garros, les Internationaux de Strasbourg sont eux aussi reportés, car les conditions sanitaires ne permettent pas d'accueillir du public et les joueuses de manière sécurisée en mai 2020.

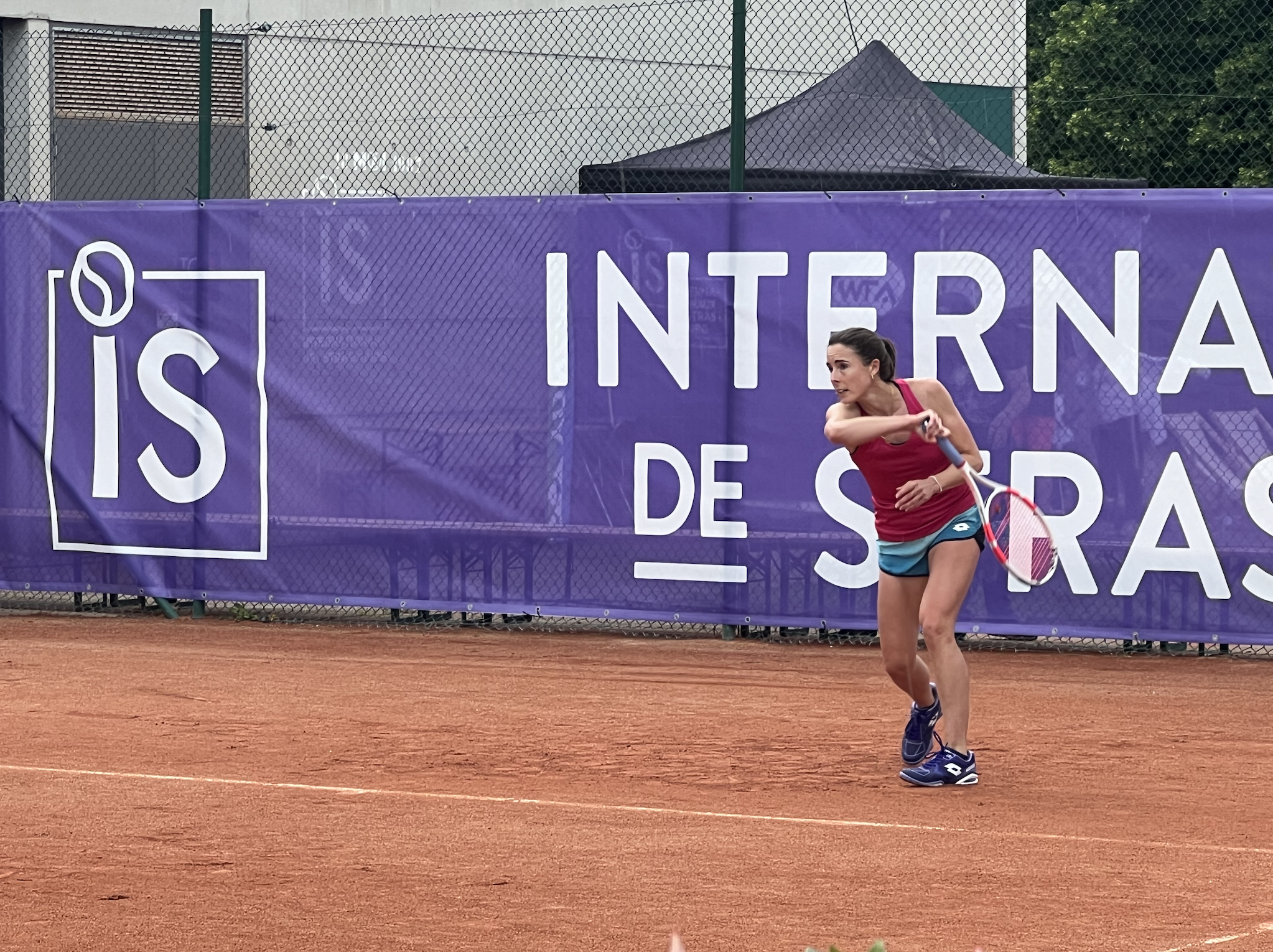
Alizé Cornet joue l'un des derniers tournois de sa carrière aux Internationaux de Strasbourg 2024.

La décision d'un report à Septembre 2020, une semaine avant Roland-Garros, a été prise afin de pouvoir accueillir les joueuses et le public dans un contexte plus favorable. La compétition s’est tenue dans des conditions sanitaires optimales, avec un retour du public dans les gradins. Les mesures sanitaires mises en place, guidées par l'ARS Grand Est, étaient exemplaires aux yeux de la Préfecture du Bas-Rhin.
En 2021, le tournoi s'est tenu du 22 au 29 mai dans le cadre d'une jauge réduite à cause de la crise sanitaire et dans le respect des mesures gouvernementales. Les Internationaux de Strasbourg ont été le premier événement en France à mettre en place le Passe Sanitaire, imposé par le gouvernement.
En 2022, la 36e édition des Internationaux de Strasbourg a eu lieu du 14 au 21 mai. L’objectif de cette année a été d'atteindre la neutralité carbone via une compensation du poids carbone généré par le tournoi, avec une campagne de reforestation.
En 2023, la 37e édition aura lieu du 20 au 27 mai 2023. La billetterie a été ouverte au grand public le 17 décembre 2022 pour cette édition. Toutes les informations sur la billetterie sont disponibles sur le site internet des Internationaux de Strasbourg.
En 2024 s'est tenue, du 18 au 25 mai, la 38e édition du tournoi, première édition en WTA 500. Remportée par l'américaine et alors 16e mondiale Madison Keys, cette édition a bénéficié d'un tableau de joueuses exceptionnel.

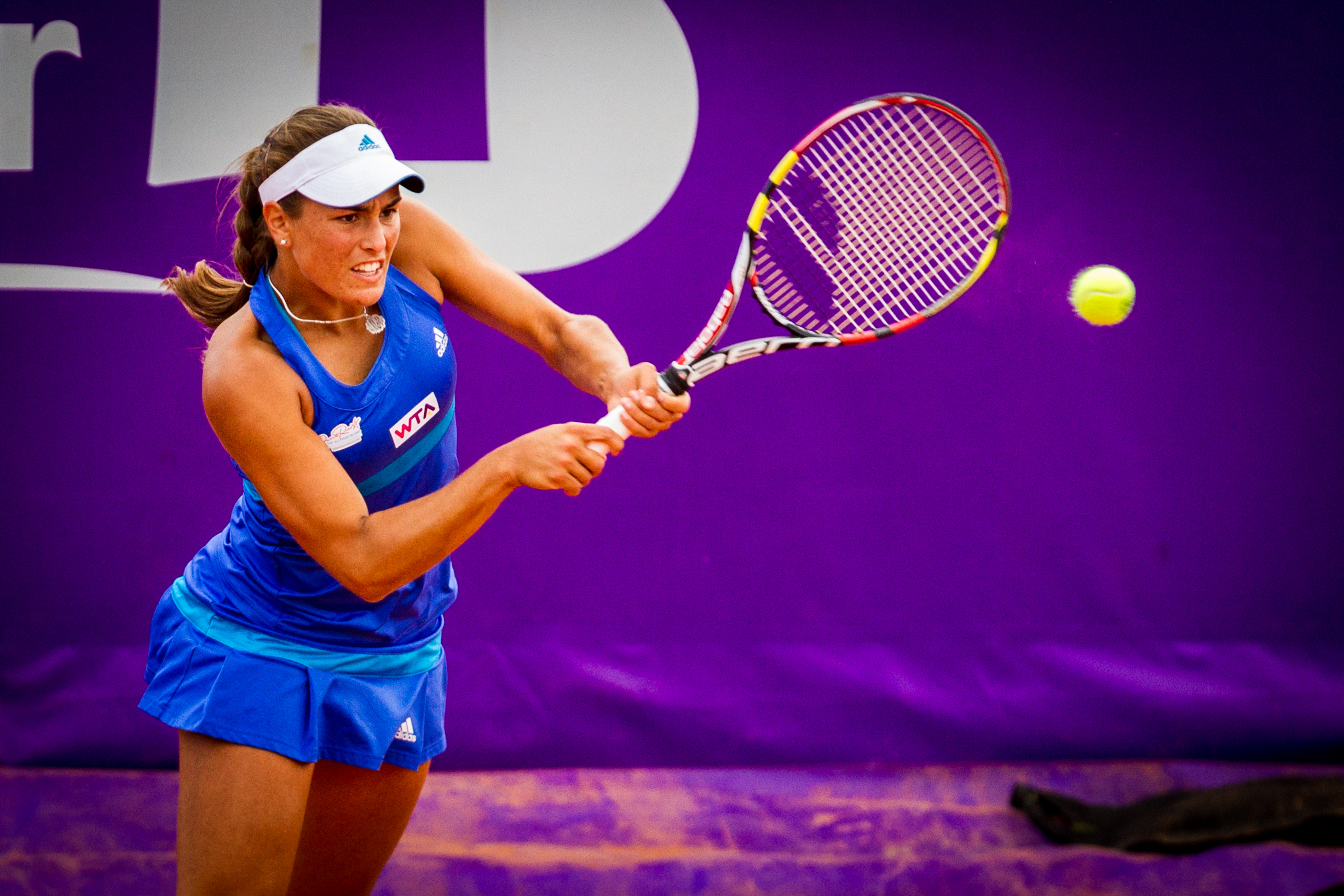
Mónica Puig aux Internationaux de Strasbourg le 24 mai 2014.

En 2025, la 39e édition du tournoi se tiendra du 17 au 24 mai 2025. Plus d'informations au sujet de l'édition seront à venir sur le site internet des Internationaux de Strasbourg.

## Palmarès dames

### Simple
| No | Date       | Nom et lieu du tournoi                   | Catégorie | Dotation    | Surface      | Vainqueure          | Finaliste             | Score            |         |
| -- | ---------- | ---------------------------------------- | --------- | ----------- | ------------ | ------------------- | --------------------- | ---------------- | ------- |
| 1  | 18-05-1987 | GP de Strasbourg, Strasbourg             |           | 75 000 $    | Terre (ext.) | Carling Bassett     | Sandra Cecchini       | 6-3, 6-4         | Tableau |
| 2  | 16-05-1988 | Internationaux de Strasbourg, Strasbourg | Tier V    | 100 000 $   | Terre (ext.) | Sandra Cecchini     | Judith Wiesner        | 6-3, 6-0         | Tableau |
| 3  | 22-05-1989 | Internationaux de Strasbourg, Strasbourg | Tier V    | 100 000 $   | Terre (ext.) | Jana Novotná        | Patricia Tarabini     | 6-1, 6-2         | Tableau |
| 4  | 21-05-1990 | Internationaux de Strasbourg, Strasbourg | Tier IV   | 150 000 $   | Terre (ext.) | Mercedes Paz        | Ann Grossman          | 6-2, 6-3         | Tableau |
| 5  | 20-05-1991 | Internationaux de Strasbourg, Strasbourg | Tier IV   | 150 000 $   | Terre (ext.) | Radka Zrubáková     | Rachel McQuillan      | 7-6, 7-6         | Tableau |
| 6  | 18-05-1992 | Internationaux de Strasbourg, Strasbourg | Tier IV   | 150 000 $   | Terre (ext.) | Judith Wiesner      | Naoko Sawamatsu       | 6-1, 6-3         | Tableau |
| 7  | 17-05-1993 | Internationaux de Strasbourg, Strasbourg | Tier III  | 150 000 $   | Terre (ext.) | Naoko Sawamatsu     | Judith Wiesner        | 4-6, 6-1, 6-3    | Tableau |
| 8  | 16-05-1994 | Internationaux de Strasbourg, Strasbourg | Tier III  | 150 000 $   | Terre (ext.) | Mary Joe Fernández  | Gabriela Sabatini     | 2-6, 6-4, 6-0    | Tableau |
| 9  | 22-05-1995 | Internationaux de Strasbourg, Strasbourg | Tier III  | 161 250 $   | Terre (ext.) | Lindsay Davenport   | Kimiko Date           | 3-6, 6-1, 6-2    | Tableau |
| 10 | 20-05-1996 | Internationaux de Strasbourg, Strasbourg | Tier III  | 164 250 $   | Terre (ext.) | Lindsay Davenport   | Barbara Paulus        | 6-3, 7-6         | Tableau |
| 11 | 19-05-1997 | Internationaux de Strasbourg, Strasbourg | Tier III  | 250 000 $   | Terre (ext.) | Steffi Graf         | Mirjana Lučić         | 6-2, 7-5         | Tableau |
| 12 | 18-05-1998 | Internationaux de Strasbourg, Strasbourg | Tier III  | 200 000 $   | Terre (ext.) | Irina Spîrlea       | Julie Halard          | 7-6, 6-3         | Tableau |
| 13 | 17-05-1999 | Internationaux de Strasbourg, Strasbourg | Tier III  | 190 000 $   | Terre (ext.) | Jennifer Capriati   | Elena Likhovtseva     | 6-1, 6-3         | Tableau |
| 14 | 22-05-2000 | Internationaux de Strasbourg, Strasbourg | Tier III  | 170 000 $   | Terre (ext.) | Silvija Talaja      | Rita Kuti-Kis         | 7-5, 4-6, 6-3    | Tableau |
| 15 | 21-05-2001 | Internationaux de Strasbourg, Strasbourg | Tier III  | 170 000 $   | Terre (ext.) | Silvia Farina       | Anke Huber            | 7-5, 0-6, 6-4    | Tableau |
| 16 | 20-05-2002 | Internationaux de Strasbourg, Strasbourg | Tier III  | 170 000 $   | Terre (ext.) | Silvia Farina       | Jelena Dokić          | 6-4, 3-6, 6-3    | Tableau |
| 17 | 19-05-2003 | Internationaux de Strasbourg, Strasbourg | Tier III  | 170 000 $   | Terre (ext.) | Silvia Farina       | Karolina Šprem        | 6-3, 4-6, 6-4    | Tableau |
| 18 | 17-05-2004 | Internationaux de Strasbourg, Strasbourg | Tier III  | 170 000 $   | Terre (ext.) | Claudine Schaul     | Lindsay Davenport     | 2-6, 6-0, 6-3    | Tableau |
| 19 | 16-05-2005 | Internationaux de Strasbourg, Strasbourg | Tier III  | 170 000 $   | Terre (ext.) | Anabel Medina       | Marta Domachowska     | 6-4, 6-3         | Tableau |
| 20 | 22-05-2006 | Internationaux de Strasbourg, Strasbourg | Tier III  | 175 000 $   | Terre (ext.) | Nicole Vaidišová    | Peng Shuai            | 7-67, 6-3        | Tableau |
| 21 | 21-05-2007 | Internationaux de Strasbourg, Strasbourg | Tier III  | 175 000 $   | Terre (ext.) | Anabel Medina       | Amélie Mauresmo       | 6-4, 4-6, 6-4    | Tableau |
| 22 | 19-05-2008 | Internationaux de Strasbourg, Strasbourg | Tier III  | 175 000 $   | Terre (ext.) | Anabel Medina       | Katarina Srebotnik    | 4-6, 7-64, 6-0   | Tableau |
| 23 | 18-05-2009 | Internationaux de Strasbourg, Strasbourg | Intern'l  | 220 000 $   | Terre (ext.) | Aravane Rezaï       | Lucie Hradecká        | 7-62, 6-1        | Tableau |
| 24 | 17-05-2010 | Internationaux de Strasbourg, Strasbourg | Intern'l  | 220 000 $   | Terre (ext.) | Maria Sharapova     | Kristina Barrois      | 7-5, 6-1         | Tableau |
| 25 | 16-05-2011 | Internationaux de Strasbourg, Strasbourg | Intern'l  | 220 000 $   | Terre (ext.) | Andrea Petkovic     | Marion Bartoli        | 6-4, 1-0, ab.    | Tableau |
| 26 | 21-05-2012 | Internationaux de Strasbourg, Strasbourg | Intern'l  | 220 000 $   | Terre (ext.) | Francesca Schiavone | Alizé Cornet          | 6-4, 6-4         | Tableau |
| 27 | 20-05-2013 | Internationaux de Strasbourg, Strasbourg | Intern'l  | 235 000 $   | Terre (ext.) | Alizé Cornet        | Lucie Hradecká        | 7-64, 6-0        | Tableau |
| 28 | 19-05-2014 | Internationaux de Strasbourg, Strasbourg | Intern'l  | 226 750 $   | Terre (ext.) | Mónica Puig         | Sílvia Soler Espinosa | 6-4, 6-3         | Tableau |
| 29 | 17-05-2015 | Internationaux de Strasbourg, Strasbourg | Intern'l  | 226 750 $   | Terre (ext.) | Samantha Stosur     | Kristina Mladenovic   | 3-6, 6-2, 6-3    | Tableau |
| 30 | 15-05-2016 | Internationaux de Strasbourg, Strasbourg | Intern'l  | 226 750 $   | Terre (ext.) | Caroline Garcia     | Mirjana Lučić-Baroni  | 6-4, 6-1         | Tableau |
| 31 | 21-05-2017 | Internationaux de Strasbourg, Strasbourg | Intern'l  | 226 750 $   | Terre (ext.) | Samantha Stosur     | Daria Gavrilova       | 5-7, 6-4, 6-3    | Tableau |
| 32 | 20-05-2018 | Internationaux de Strasbourg, Strasbourg | Intern'l  | 226 750 $   | Terre (ext.) | A. Pavlyuchenkova   | Dominika Cibulková    | 65-7, 7-63, 7-66 | Tableau |
| 33 | 19-05-2019 | Internationaux de Strasbourg, Strasbourg | Intern'l  | 226 750 $   | Terre (ext.) | Dayana Yastremska   | Caroline Garcia       | 6-4, 5-7, 7-63   | Tableau |
| 34 | 21-09-2020 | Internationaux de Strasbourg, Strasbourg | Intern'l  | 202 250 $   | Terre (ext.) | Elina Svitolina     | Elena Rybakina        | 6-4, 1-6, 6-2    | Tableau |
| 35 | 29-05-2021 | Internationaux de Strasbourg, Strasbourg | WTA 250   | 189 708 €   | Terre (ext.) | Barbora Krejčíková  | Sorana Cîrstea        | 6-3, 6-3         | Tableau |
| 36 | 15-05-2022 | Internationaux de Strasbourg, Strasbourg | WTA 250   | 203 024 €   | Terre (ext.) | Angelique Kerber    | Kaja Juvan            | 7-65, 6-70, 7-65 | Tableau |
| 37 | 21-05-2023 | Internationaux de Strasbourg, Strasbourg | WTA 250   | 259 303 $   | Terre (ext.) | Elina Svitolina     | Anna Blinkova         | 6-2, 6-3         | Tableau |
| 38 | 19-05-2024 | Internationaux de Strasbourg, Strasbourg | WTA 500   | 922 573 $   | Terre (ext.) | Madison Keys        | Danielle Collins      | 6-1, 6-2         | Tableau |
| 39 | 18-05-2025 | Internationaux de Strasbourg, Strasbourg | WTA 500   | 1 064 510 $ | Terre (ext.) | Elena Rybakina      | Liudmila Samsonova    | 6-1, 62-7, 6-1   | Tableau |

### Double
| No | Date       | Nom et lieu du tournoi                  | Catégorie | Dotation    | Surface      | Vainqueures                            | Finalistes                            | Score             |         |
| -- | ---------- | --------------------------------------- | --------- | ----------- | ------------ | -------------------------------------- | ------------------------------------- | ----------------- | ------- |
| 1  | 18-05-1987 | GP de Strasbourg Strasbourg             |           | 75 000 $    | Terre (ext.) | Jana Novotná Catherine Suire           | Kathleen Horvath Marcella Mesker      | 6-0, 6-2          | Tableau |
| 2  | 16-05-1988 | Internationaux de Strasbourg Strasbourg | Tier V    | 100 000 $   | Terre (ext.) | Manon Bollegraf Nicole Provis          | Jenny Byrne Janine Thompson           | 7-5, 6-7, 6-3     | Tableau |
| 3  | 22-05-1989 | Internationaux de Strasbourg Strasbourg | Tier V    | 100 000 $   | Terre (ext.) | Mercedes Paz Judith Wiesner            | Lise Gregory Gretchen Rush            | 6-3, 6-3          | Tableau |
| 4  | 21-05-1990 | Internationaux de Strasbourg Strasbourg | Tier IV   | 150 000 $   | Terre (ext.) | Nicole Provis Elna Reinach             | Kathy Jordan Elizabeth Smylie         | 6-1, 6-4          | Tableau |
| 5  | 20-05-1991 | Internationaux de Strasbourg Strasbourg | Tier IV   | 150 000 $   | Terre (ext.) | Lori McNeil Stephanie Rehe             | Manon Bollegraf Mercedes Paz          | 6-7, 6-4, 6-4     | Tableau |
| 6  | 18-05-1992 | Internationaux de Strasbourg Strasbourg | Tier IV   | 150 000 $   | Terre (ext.) | Patty Fendick Andrea Strnadová         | Lori McNeil Mercedes Paz              | 6-3, 6-4          | Tableau |
| 7  | 17-05-1993 | Internationaux de Strasbourg Strasbourg | Tier III  | 150 000 $   | Terre (ext.) | Shaun Stafford Andrea Temesvári        | Jill Hetherington Kathy Rinaldi       | 6-7, 6-3, 6-4     | Tableau |
| 8  | 16-05-1994 | Internationaux de Strasbourg Strasbourg | Tier III  | 150 000 $   | Terre (ext.) | Lori McNeil Rennae Stubbs              | Patricia Tarabini Caroline Vis        | 6-3, 3-6, 6-2     | Tableau |
| 9  | 22-05-1995 | Internationaux de Strasbourg Strasbourg | Tier III  | 161 250 $   | Terre (ext.) | Lindsay Davenport Mary Joe Fernández   | Sabine Appelmans Miriam Oremans       | 6-2, 6-3          | Tableau |
| 10 | 20-05-1996 | Internationaux de Strasbourg Strasbourg | Tier III  | 164 250 $   | Terre (ext.) | Yayuk Basuki Nicole Bradtke            | Marianne Werdel Tami Whitlinger       | 5-7, 6-4, 6-4     | Tableau |
| 11 | 19-05-1997 | Internationaux de Strasbourg Strasbourg | Tier III  | 250 000 $   | Terre (ext.) | Helena Suková Natasha Zvereva          | Elena Likhovtseva Ai Sugiyama         | 6-1, 6-1          | Tableau |
| 12 | 18-05-1998 | Internationaux de Strasbourg Strasbourg | Tier III  | 200 000 $   | Terre (ext.) | Alexandra Fusai Nathalie Tauziat       | Yayuk Basuki Caroline Vis             | 6-4, 6-3          | Tableau |
| 13 | 17-05-1999 | Internationaux de Strasbourg Strasbourg | Tier III  | 190 000 $   | Terre (ext.) | Elena Likhovtseva Ai Sugiyama          | Alexandra Fusai Nathalie Tauziat      | 2-6, 7-6, 6-1     | Tableau |
| 14 | 22-05-2000 | Internationaux de Strasbourg Strasbourg | Tier III  | 170 000 $   | Terre (ext.) | Sonya Jeyaseelan Florencia Labat       | Kim Grant María Vento-Kabchi          | 6-4, 6-3          | Tableau |
| 15 | 21-05-2001 | Internationaux de Strasbourg Strasbourg | Tier III  | 170 000 $   | Terre (ext.) | Silvia Farina Iroda Tulyaganova        | Amanda Coetzer Lori McNeil            | 6-1, 7-60         | Tableau |
| 16 | 20-05-2002 | Internationaux de Strasbourg Strasbourg | Tier III  | 170 000 $   | Terre (ext.) | Jennifer Hopkins Jelena Kostanić       | Caroline Dhenin Maja Matevžič         | 0-6, 6-4, 6-4     | Tableau |
| 17 | 19-05-2003 | Internationaux de Strasbourg Strasbourg | Tier III  | 170 000 $   | Terre (ext.) | Sonya Jeyaseelan Maja Matevžič         | Laura Granville Jelena Kostanić       | 6-4, 6-4          | Tableau |
| 18 | 17-05-2004 | Internationaux de Strasbourg Strasbourg | Tier III  | 170 000 $   | Terre (ext.) | Lisa McShea Milagros Sequera           | Tina Križan Katarina Srebotnik        | 6-4, 6-1          | Tableau |
| 19 | 16-05-2005 | Internationaux de Strasbourg Strasbourg | Tier III  | 170 000 $   | Terre (ext.) | Rosa María Andrés Andreea Vanc         | Marta Domachowska Marlene Weingärtner | 6-3, 6-1          | Tableau |
| 20 | 22-05-2006 | Internationaux de Strasbourg Strasbourg | Tier III  | 175 000 $   | Terre (ext.) | Liezel Huber Martina Navrátilová       | Martina Müller Andreea Vanc           | 6-2, 7-61         | Tableau |
| 21 | 21-05-2007 | Internationaux de Strasbourg Strasbourg | Tier III  | 175 000 $   | Terre (ext.) | Yan Zi Zheng Jie                       | Alicia Molik Sun Tiantian             | 6-3, 6-4          | Tableau |
| 22 | 19-05-2008 | Internationaux de Strasbourg Strasbourg | Tier III  | 175 000 $   | Terre (ext.) | Tatiana Perebiynis Yan Zi              | Chan Yung-jan Chuang Chia-jung        | 6-4, 6-73, [10-6] | Tableau |
| 23 | 18-05-2009 | Internationaux de Strasbourg Strasbourg | Intern'l  | 220 000 $   | Terre (ext.) | Nathalie Dechy Mara Santangelo         | Claire Feuerstein Stéphanie Foretz    | 6-0, 6-1          | Tableau |
| 24 | 17-05-2010 | Internationaux de Strasbourg Strasbourg | Intern'l  | 220 000 $   | Terre (ext.) | Alizé Cornet Vania King                | Alla Kudryavtseva Anastasia Rodionova | 3-6, 6-4, [10-7]  | Tableau |
| 25 | 16-05-2011 | Internationaux de Strasbourg Strasbourg | Intern'l  | 220 000 $   | Terre (ext.) | Akgul Amanmuradova Chuang Chia-jung    | Natalie Grandin Vladimíra Uhlířová    | 6-4, 5-7, [10-2]  | Tableau |
| 26 | 21-05-2012 | Internationaux de Strasbourg Strasbourg | Intern'l  | 220 000 $   | Terre (ext.) | Olga Govortsova Klaudia Jans-Ignacik   | Natalie Grandin Vladimíra Uhlířová    | 6-74, 6-3, [10-3] | Tableau |
| 27 | 20-05-2013 | Internationaux de Strasbourg Strasbourg | Intern'l  | 235 000 $   | Terre (ext.) | Kimiko Date-Krumm Chanelle Scheepers   | Cara Black Marina Erakovic            | 6-4, 3-6, [14-12] | Tableau |
| 28 | 19-05-2014 | Internationaux de Strasbourg Strasbourg | Intern'l  | 226 750 $   | Terre (ext.) | Ashleigh Barty Casey Dellacqua         | Tatiana Búa Daniela Seguel            | 4-6, 7-5, [10-4]  | Tableau |
| 29 | 17-05-2015 | Internationaux de Strasbourg Strasbourg | Intern'l  | 226 750 $   | Terre (ext.) | Chuang Chia-jung Liang Chen            | Nadiia Kichenok Zheng Saisai          | 4-6, 6-4, [12-10] | Tableau |
| 30 | 15-05-2016 | Internationaux de Strasbourg Strasbourg | Intern'l  | 226 750 $   | Terre (ext.) | Anabel Medina Arantxa Parra Santonja   | María Irigoyen Liang Chen             | 6-2, 6-0          | Tableau |
| 31 | 21-05-2017 | Internationaux de Strasbourg Strasbourg | Intern'l  | 226 750 $   | Terre (ext.) | Ashleigh Barty Casey Dellacqua         | Chan Hao-ching Chan Yung-jan          | 6-4, 6-2          | Tableau |
| 32 | 20-05-2018 | Internationaux de Strasbourg Strasbourg | Intern'l  | 226 750 $   | Terre (ext.) | Mihaela Buzărnescu Raluca Olaru        | Nadiia Kichenok Anastasia Rodionova   | 7-5, 7-5          | Tableau |
| 33 | 19-05-2019 | Internationaux de Strasbourg Strasbourg | Intern'l  | 226 750 $   | Terre (ext.) | Daria Gavrilova Ellen Perez            | Duan Ying-Ying Han Xinyun             | 6-4, 6-3          | Tableau |
| 34 | 21-09-2020 | Internationaux de Strasbourg Strasbourg | Intern'l  | 202 250 $   | Terre (ext.) | Nicole Melichar Demi Schuurs           | Hayley Carter Luisa Stefani           | 6-4, 6-3          | Tableau |
| 35 | 29-05-2021 | Internationaux de Strasbourg Strasbourg | Intern'l  | 189 708 €   | Terre (ext.) | Alexa Guarachi Desirae Krawczyk        | Makoto Ninomiya Yang Zhaoxuan         | 6-2, 6-3          | Tableau |
| 36 | 15-05-2022 | Internationaux de Strasbourg Strasbourg | WTA 250   | 203 024 €   | Terre (ext.) | Nicole Melichar-Martinez Daria Saville | Lucie Hradecká Sania Mirza            | 5-7, 7-5, [10-6]  | Tableau |
| 37 | 21-05-2023 | Internationaux de Strasbourg Strasbourg | WTA 250   | 259 303 $   | Terre (ext.) | Xu Yifan Yang Zhaoxuan                 | Desirae Krawczyk Giuliana Olmos       | 6-3, 6-2          | Tableau |
| 38 | 19-05-2024 | Internationaux de Strasbourg Strasbourg | WTA 500   | 922 573 $   | Terre (ext.) | Monica Niculescu Cristina Bucșa        | Aldila Sutjiadi Asia Muhammad         | 3-6, 6-4, [10-6]  | Tableau |
| 39 | 18-05-2025 | Internationaux de Strasbourg Strasbourg | WTA 500   | 1 064 510 $ | Terre (ext.) | Tímea Babos Luisa Stefani              | Guo Hanyu N. Melichar-Martinez        | 6-3, 64-7, [10-7] | Tableau |

## Palmarès messieurs

### Simple
| No | Date       | Nom et lieu du tournoi        | Catégorie | Dotation  | Surface         | Vainqueur  | Finaliste   | Score         |  |
| -- | ---------- | ----------------------------- | --------- | --------- | --------------- | ---------- | ----------- | ------------- |  |
| 1  | 15-03-1982 | Strasbourg Indoor, Strasbourg |           | 300 000 $ | Moquette (int.) | Ivan Lendl | Tim Mayotte | 6-0, 7-5, 6-1 |  |

### Double
| No | Date       | Nom et lieu du tournoi        | Catégorie | Dotation  | Surface         | Vainqueurs                   | Finalistes                | Score    |  |
| -- | ---------- | ----------------------------- | --------- | --------- | --------------- | ---------------------------- | ------------------------- | -------- |  |
| 1  | 15-03-1982 | Strasbourg Indoor, Strasbourg |           | 300 000 $ | Moquette (int.) | Wojtek Fibak John Fitzgerald | Sandy Mayer Frew McMillan | 6-4, 6-3 |  |